# Ayou
Ayou är ett arrondissement i kommunen Allada i Benin. Det hade 5 541 invånare år 2002.